# Centroctena saalmulleri
Centroctena saalmulleri är en fjärilsart som beskrevs av Heinrich Benno Möschler 1890. Centroctena saalmulleri ingår i släktet Centroctena och familjen svärmare. Inga underarter finns listade i Catalogue of Life.